# Lisboa e Vale do Tejo

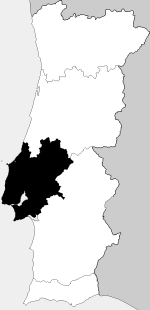
Localização da Região de Lisboa e Vale do Tejo em Portugal.

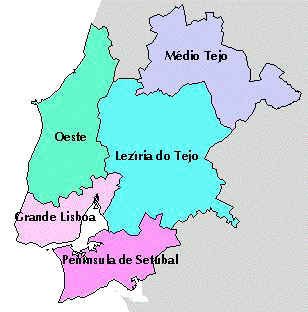
Sub-Regiões de Lisboa e Vale do Tejo.

Lisboa e Vale do Tejo, também denominada Estremadura e Ribatejo, é uma região (CCDR) de Portugal, que compreende integralmente o Distrito de Lisboa, quase a totalidade do Distrito de Santarém, cerca da metade do Distrito de Setúbal, e cerca de um terço do Distrito de Leiria. Limita a norte com a região (CCDR) do Centro, a leste e a sul com a região (CCDR) do Alentejo, e a sul e oeste com o Oceano Atlântico.
Área: 11 633 km² (13% do Continente).

População (2001): 3 468 869 (35% do Continente).
Compreende 3 regiões estatísticas:
- Oeste e Vale do Tejo
- Lisboa
- Península de Setúbal

Compreende 5 sub-regiões estatísticas:
- Grande Lisboa
- Lezíria do Tejo
- Médio Tejo
- Oeste
- Península de Setúbal

A Região de Lisboa e Vale do Tejo compreende 50 concelhos (16,5% do total nacional).

## História
Em 5 de Novembro de 2002, o Governo português, então liderado por José Manuel Durão Barroso, atendendo à realidade sócio-económica da região (NUTS II) de Lisboa e Vale do Tejo (muito divergente daquela que, em 1986, estivera por detrás do primeiro desenho das NUTS II portuguesas, na sequência da entrada do País para as então chamadas Comunidades Europeias, e que foi aprovada através da Resolução do Conselho de Ministros n.º 34/86, de 5 de maio, no primeiro governo de Cavaco Silva), e tendo em vista uma mais equitativa distribuição dos fundos europeus (dado que as sub-regiões estatísticas da Grande Lisboa e Península de Setúbal eram substancialmente mais ricas do que as restantes três sub-regiões da Lezíria do Tejo, Médio Tejo e Oeste, e a manutenção da região, tal como estava desenhada, acarretaria a perda global dos fundos comunitários), deliberou, para que as regiões menos desenvolvidas não perdessem o acesso aos fundos comunitários, através do Decreto-Lei n.º 244/2002, de 5 de novembro, extinguir a NUTS II de Lisboa e de Vale do Tejo, repartindo-a da seguinte forma:
- Para a Região do Centro transitaram as sub-regiões do Oeste e Médio Tejo.
- Para a Região do Alentejo passou a Lezíria do Tejo (decisão que suscitou alguma celeuma na região, dada a tradicional identificação dos habitantes da Lezíria do Tejo com a antiga província do Ribatejo e não com o Alentejo, ainda que tal se tratasse apenas de uma redefinição estatística).
- E com as remanescentes regiões da Grande Lisboa e Península de Setúbal, nasceu a região estatística de Lisboa.

### CCDR de Lisboa e Vale do Tejo
Note-se, no entanto, que esta extinção apenas teve efeito ao nível da nomenclatura territorial para fins estatísticos europeus (NUTS). Continua a existir, ao nível da administração indirecta do Estado, a Comissão de Coordenação e Desenvolvimento Regional (CCDR) de Lisboa e Vale do Tejo, cobrindo a mesma superfície da região, e com responsabilidades, ao nível do planeamento regional, das políticas do meio ambiente, conservação da natureza, ordenamento do território e cidades. É também ao nível das CCDR's que se desdobram os serviços centrais do Estado. Assim, por exemplo, as subdelegações de certos Ministérios, como o da Saúde, da Educação ou da Agricultura e do Mar, fazem-se de acordo com a divisão pelas CCDR's, e não pelas NUTS II actualmente em vigor.